# Євген (Бережков)
Єпископ Євген (в миру Іван Миколайович Бережков; 15 (27) березня 1864, село Мостцы, Володимирський повіт, Володимирська губернія — 24 жовтня 1921, село Писцово, Середской повіт, Іваново-Вознесенська губернія) — єпископ Російської православної церкви, єпископ Костромський і Галицький.

## Біографія
Народився 15 березня 1864 року в селі Мостци (нині Камешковський район Володимирській області) в родині священика Миколи Бережкова, настоятеля місцевої церкви.
У 1884 році закінчив Володимирську духовну семінарію по першому розряду і визначений вчителем початкових училищ. Працював учителем Афанасьевского народного училища в Олександрівському повіті.
30 серпня 1887 році висвячений на диякона.
У 1893 році вступив у Московську духовну академію, яку закінчив у 1897 році, будучи магістрантом.
1 листопада 1897 року пострижений у чернецтво в Боголюбовском монастирі, а 9 листопада висвячений на ієромонаха і призначений інспектором Володимирської духовної семінарії. У 1899 році возведений у сан архімандрита і призначений ректором тій же семінарії.
Нагороджений орденами святого Володимира 4 ступеня і святої Анни 2 ступеня.
27 листопада 1905 року в Успенському соборі міста Харкова хіротонізований на єпископа Сумського, вікарія Харківської єпархії. Чин хіротонії здійснювали: архієпископ Харківський Арсеній (Брянцев), єпископ Полтавський Іоанн (Смирнов), єпископ Таврійський Алексій (Молчанов) і єпископ Прилуцький Гавриїл (Голосів).
Від 22 травня 1909 року — єпископ Приамурський і Благовіщенський. 29 липня прибув до Благовєщенська.
1910 року отримав від Синоду дозвіл на відкриття поблизу Хабаровська Тунгуського чоловічого монастиря на честь Феодорівської ікони Божої Матері.Того ж року трудами єпископа Євгена був відкритий Благовіщенський жіночий монастир в честь Албазинской ікони Божої Матері, заснований 1908 року за клопотанням єпископа Володимира (Благоразумова). 30 березня 1912 року відбулося освячення нової будівлі свічкового заводу. Духовна семінарія у Благовєщенську була відновлена у складі всіх класів, проведено ремонт семінарських будівель. Щорічно проводилися богословські читання для народу. За 5 років в Амурській області було побудовано 20 храмів та отримано дозвіл на будівництво ще 11, відкрито близько 50 церковно-парафіяльних шкіл . Єпископ Євген користувався в єпархії загальною любов'ю за сердечне людську увагу до пастви і кліру .
Від 11 липня 1914 року — єпископ Костромський і Галицький. 16 вересня того ж року прибув до Костроми.
Архієрейське служіння єпископа Євгена на Костромській кафедрі припало на першу світову війну, і він вживав заходів щодо створення госпіталів для поранених, надання допомоги біженцям та сім'ям фронтовиків. Влітку 1916 року підтримав ініціативу міської думи у влаштуванні у Воскресенській церкві Костроми меморіалу пам'яті загиблих на війні костромичей.
25 грудня 1916 року, виступаючи з нагоди Різдва у міській думі Костроми, сказав з нагоди вбивства Григорія Распутіна: «Вітаю вас з радістю, случившеюся в останні дні. Ковдра з чорних хмар, омрачавших наш небосхил, спустилося».
Співчутливо зустрів лютневу революцію. 10 березня 1917 року, перед служінням молебню, у своїй проповіді ототожнив самодержавство з «віковими кайданами», з падінням яких зникли-де всі перешкоди на шляху ходи Росії «по шляху до свободи, сонце якої в усьому блиску засяяло на св. Русі».
Брав участь у роботі Помісного собору Російської Православної Церкви 1917—1918 років. У грудні 1917 року тяжко захворів, але 30 січня 1918 року був присутній на Соборі і брав участь у дебатах по доповіді про єпархіальному управлінні. 6 березня отримав від Патріарха і Синоду 4-місячну відпустку. 3 серпня 1918 року на Соборі було зачитано повідомлення єпископа Євгена про напад червоноармійців на костромській Анастасіїн жіночий монастир. Не зміг знову прибути в Москву, так як військово-революційний штаб заборонив йому залишати Кострому.
8 серпня 1918 року Помісний Собор ухвалив вважати єпископа Євгена у відпустці. 23 серпня він був визначений на спокій.
За спогадами старожилів села Писцова просив поховати його навпроти входу в храм, «щоб як можна більше людей топтали ногами мою могилу, і щоб Господь простив мені безліч моїх гріхів». Згідно метричній книзі Троїцько-Воскресенської церкви села Писцова, помер 24 жовтня 1921 року від крововиливу в мозок. Похований 30 жовтня на кладовищі села Писцова навпроти входу в Казанську церкву (нині Комсомольський район Іванівської області). В ніч, після поховання, могила єпископа Євгенія була спаплюжена. Розрили поховання, відчинили гріб — шукали коштовності, так як вважали, що єпископа повинні ховати із золотим хрестом і іншими коштовностями.
У Ювілейній брошурі «Костромські Єпархіальні Архієреї з часу відкриття єпархії», випущеної з нагоди 250-річчя Костромської єпархії наведені неправильні відомості про єпископа Євгенії: «Розстріляний у 1922 році в період ленінських гонінь на Христову Церкву в Росії».